# ウィルフレド・バスケス
ウィルフレド・バスケス・オリベラ（Wilfredo Vázquez Olivera、1960年8月2日 - ）は、プエルトリコの元男性プロボクサー。元WBA世界バンタム級王者。元WBA世界スーパーバンタム級王者。元WBA世界フェザー級王者。同一団体での世界3階級制覇王者。
地元バヤモンでは「ウィルフレド・バスケス・インターナショナル・マラソン」が1988年から開催されている。
WBO世界スーパーバンタム級王者ウィルフレド・バスケス・ジュニアは息子。

## 来歴
18歳でボクシングを始める。
1981年1月29日、プロデビュー（4回判定負け）。
1984年3月17日、プエルトリコバンタム級王座を獲得。
1986年2月8日、世界初挑戦。WBC世界バンタム級王者ミゲール・ロラ（コロンビア）に挑むも、12回判定負け。王座獲得ならず。
1987年10月4日、世界再挑戦。敵地でWBA世界バンタム級王者朴讃栄（韓国）に挑み、10回TKO勝ち。31戦目で初の世界王者に輝いた。翌1988年1月17日の初防衛戦では朴の前王者六車卓也と対戦。フルラウンドの死闘の末、三者三様の引き分けで辛くも防衛に成功（ちなみに、この試合を皮切りに日本国内ジム所属選手の世界挑戦連続失敗記録が「21」まで伸びることとなる）。
1988年5月9日、2度目の防衛戦。WBAスーパーフライ級王者カオサイ・ギャラクシー（タイ）の双子の兄でもあるカオコー・ギャラクシーと対戦。フルラウンドの死闘の末、1-2の判定で敗れ、王座陥落（カオコーは史上初の双子兄弟での世界王座獲得を達成）。
1990年9月10日、マイナー団体のIBCスーパーバンタム級王座決定戦に出場。ジョー・オレワ（米国）を最終・12回TKOに降し、王座獲得に成功。
1992年3月27日、WBA世界スーパーバンタム級王者ラウル・ペレス（メキシコ）に挑戦し、3回TKO勝ち。WBA2階級目の王座を獲得した。その後、1993年11月18日の5度目の防衛戦では横田広明を12回判定、続く1994年3月2日の6度目の防衛戦では葛西裕一を初回KOでそれぞれ降し、通算9度の防衛に成功。
1995年1月7日、IBF世界バンタム級を16度防衛したオルランド・カニザレスの挑戦を退け、12回判定で破った。
1995年5月31日、10度目の防衛戦（自身初となる母国での世界戦）。アントニオ・セルメニョ（ベネズエラ）と対戦したが、僅差の12回判定負けで王座から陥落した。
1995年12月9日、WBAラテンアメリカフェザー級王座決定戦出場。ホセ・ベラスケス（コロンビア）を3回TKOに降し、王座獲得に成功。
1996年5月18日、WBA世界フェザー級王者エロイ・ロハス（ベネズエラ）に挑戦。11回TKO勝ちを収め、3階級制覇達成。その後、1997年3月30日の2度目の防衛戦で渡辺雄二を5回TKOに降したのを含め、通算4度の防衛に成功。しかし、WBO世界フェザー級王者ナジーム・ハメド（英国）への挑戦が決定したのに伴い、1998年3月に王座剥奪。
1998年4月18日、ハメドに挑戦するも、7回TKO負けで王座獲得ならず。
その後、1999年は1試合も行わず。
2000年6月16日、NABF北米ライト級王座決定戦に出場するが、ファン・ラスカノ（メキシコ）に9回TKO負け。
2001年は1試合も行わず、翌2002年に4試合を行ったのを最後に現役を引退。

## 獲得タイトル
- WBA世界バンタム級王座（防衛1度）
- WBA世界スーパーバンタム級王座（防衛9度）
- WBA世界フェザー級王座（防衛4度）